# Об (приток на Сена)
Вижте пояснителната страница за други значения на Об.
Об (на френски: Aube) е река в Северна Франция (департаменти Горна Марна, Кот д'Ор, Об и Марн), десен приток на Сена. Дължина 248 km, площ на водосборния басейн 4660 km².

## Географска характеристика
Река Об води началото си на 434 m н.в., в северната част на платото Лангър, в югозападната част на департамента Горна Марна. В горното си течение, до град Бар (департамента Об) тече на север през платото в сравнително тясна, но плитка долина. След това навлиза в източната част на хълмистата равнина Парижки басейн, като постепенно завина на северозапад и запад и тече в широка и плитка долина със спокойно и бавно точение. Влива се отдясно в река Сена, на 66 m н.в., при град Марсили сюр Сен, в крайната югозападна част на департамента Марн.
Водосборният басейн на Об обхваща площ от 4660 km², което представлява 5,92% от водосборния басейн на Сена. Речната ѝ мрежа е едностранно развита с по-дълги и пълноводни десни притоци и почти отсъстващи десни. На север, североизток и изток водосборният басейн на Об граничи с водосборния басейни на река Марна (десен приток на Сена), а а на запад – с водосборните басейни на река Урс и други по-малки, десни притоци на Сена.
Основните ѝ притоци са десни: Ожон (68 km, 481 km²), Вуар (56 km, 896 km²) и Пльор.
Река Об има предимно дъждовно подхранване с ясно изразено зимно пълноводие. Среден годишен отток в долното течение 41 m³/sec

## Стопанско значение, селища
Об има важно транспортно и стопанско значение. В долното си течение (до град Арси сюр Об) е плавателна за плиткогазещи речни съдове, а в горното и средно течение част от водите ѝ се използват за битово водоснабдяване.
Долината на реката е гъсто заселена, но с предимно малки селища, като най-големите са: Монтини сюр Об (департамент Кот д'Ор), Бар сюр Об, Бриен льо Шато и Арси сюр Об (департамент Об), Англюр (департамент Марн).